# Ma'arrat al-Nu'man (okrug)
Okrug Ma'arrat al-Nu'man (ar. منطقة معرة النعمان) je okrug u sirijskoj pokrajini Idlib. Po popisu iz 2004. (prije rata), distrikt je imao 371.829 stanovnika. Administrativno sjedište je u naselju Ma'arrat al-Nu'man.

## Nahije
Okrug je podijeljen u nahije (broj stanovnika se odnosi na popis iz 2004.):
- Maarrat al-Nu'man (ناحية معرة النعمان): 149.834 stanovnika.[2]
- Khan Shaykhun (ناحية خان شيخون): 34.371 stanovnika.[3]
- Sinjar (ناحية سنجار): 33.721 stanovnika.[4]
- Kafr Nabl (ناحية كفر نبل): 67.460 stanovnika.[5]
- Al-Tamanah (ناحية التمانعة): 29.114 stanovnika.[6]
- Hish  (ناحية حيش): 41.231 stanovnika.[7]